# Rédempteur (Giotto)
Le Rédempteur (en italien, Il Redentore) est une peinture a tempera, sur fond d'or sur panneau de bois, attribuée au peintre  Giotto di Bondone, datée de 1301 environ et conservée dans une collection privée de Londres.

## Historique
En 1957, Federico Zeri a identifié, dans la collection Jekyll, le Rédempteur comme étant la cimaise perdue de la Crucifix de Rimini. L'œuvre avait été publiée en 1911 en tant que œuvre de Giotto de Brockwell et Fry (1911), réalisée pendant la période padovane du maître.
Suida l'attribua lui, au Maestro du Triptyque Stefaneschi, suivi par Toesca.
Aujourd'hui, l'hypothèse de Federico Zeri est unanimement acceptée, par des arguments liés aux technique et style de sa réalisation.
La datation, selon les études les plus récentes, suit celle de la Crucifix de Rimini dont la datation est estimée antérieure à l'arrivée de Giotto à Padoue où il a réalisé à fresque la Chapelle des Scrovegni.

## Description
Le Christ qui est inséré dans un quadrilobe, a la même forme que celui de la cimaise du Crucifix de Padoue, qui, à la différence de celui de Rimini, est resté intègre.
Le Christ porte une auréole à croix rouge ; il est bénissant la main droite levée, tenant le Livre dans la main gauche.